# Preston Capes
Preston Capes is een civil parish in het bestuurlijke gebied Daventry, in het Engelse graafschap Northamptonshire met 216 inwoners.